# المخادع (رواية)
المخادع (بالإنجليزية: The Illusionist)‏ هي رواية للكاتبة الأيرلندية جينيفر جونستون، نشرت عام 1995، عن دار نشر سنكلير ستيفنسون.